# Guatteria elata
Guatteria elata är en kirimojaväxtart som beskrevs av Robert Elias Fries. Guatteria elata ingår i släktet Guatteria och familjen kirimojaväxter. Inga underarter finns listade i Catalogue of Life.